# Інститут історії матеріальної культури РАН
Інститут історії матеріальної культури РАН, ІІМК РАН (рос. Институ́т исто́рии материа́льной культу́ры РАН) — державна науково-дослідна установа в складі Російської академії наук (РАН), утворена в 1937 р. та реорганізована в 1991 році на основі Ленінградського відділення Інституту археології АН СРСР (ЛВІА).
В інституті є спеціалізована вчена рада (ведуться роботи з аспірантурою).

## Структура
В інституті є чотири відділи:
- слов'яно-фінської археології,
- археології Центральної Азії і Кавказу,
- історії античної культури та
- археології палеоліту.

Діють лабораторії:
- експериментально-трасологічна і
- археологічної технології.

## Співробітники
Співробітниками ІІМК РАН у різний час були і є відомі російські археологи: Анісюткін М. К., Вишняцький Л. Б., А. М. Кирпичников, Є. О. Рябинін, В. М. Масон, Е. Б. Вадецька, О. Д. Резепкин та інші.

## Керівники
- У 1991—1998 роках — доктор історичних наук В. М. Массон;
- від 1998 року — член-кореспондент РАН Носов Є. М..